# Cassius Baloyi
Cassius Baloyi (* 5. November 1974 in Malamulele, Südafrika) ist ein ehemaliger südafrikanischer Profiboxer, dessen Karriere von 1994 bis 2012 andauerte. Von Mai bis Juli 2006 und von April 2008 bis April 2009 war er Weltmeister der IBF im Superfedergewicht.

## Boxkarriere
Baloyi begann seine Profikarriere im März 1994 und blieb in 14 Kämpfen ungeschlagen, ehe er am 15. November 1996 um den WBU-Titel im Superbantamgewicht boxen konnte und dabei gegen Frank Toledo gewann. Den Titel verteidigte er dreimal, ehe er am 24. April 1998 auch den WBU-Titel im Federgewicht erkämpfte und im Anschluss siebenmal verteidigte, darunter im Mai 2000 gegen Hector Lizarraga und im November 2000 gegen Steve Robinson, ehe er ihn am 3. November 2001 an Phillip N’dou verlor.
Am 17. April 2002 wurde er IBO-Weltmeister im Superfedergewicht und gewann Titelverteidigungen gegen Mbulelo Botile, Juan Gerardo
Cabrera und Lehlo Ledwaba (2×), ehe er am 31. August 2005 auch um den IBO-Weltmeistertitel im Leichtgewicht boxte, dabei jedoch gegen Isaac Hlatshwayo unterlag.
Am 31. Mai 2006 siegte er vorzeitig gegen Manuel Medina, verteidigte damit seinen IBO-Titel und gewann zusätzlich den vakanten IBF-Weltmeistertitel, der Marco Antonio Barrera entzogen worden war. Er verlor seine beiden WM-Titel jedoch in seinem nächsten Kampf am 29. Juli 2006 nach Punkten an Gairy St. Clair.
Den IBO-Titel im Superfedergewicht gewann er erneut am 3. Februar 2007, den IBF-Weltmeistertitel erneut am 12. April 2008 gegen Mzonke Fana. Nach einer Titelverteidigung gegen Javier Osvaldo Alvarez, verlor er den IBF-Titel am 18. April 2009 an Malcolm Klassen. Einen erneuten Kampf um den IBF-WM-Titel im Superfedergewicht verlor er am 1. September 2010 gegen Mzonke Fana.
Nach drei folgenden Niederlagen gegen Argenis Mendez, Paulus Moses und Malcolm Klassen, beendete er im Oktober 2012 seine Karriere.